# Château de Rochecolombe
Les vestiges du château de Rochecolombe se situent sur la commune éponyme, une région calcaire,  dans le département de l'Ardèche.
Construit au XIIe siècle par les seigneurs d'Ucel, il ne reste qu'un pan du donjon hexagonal. Subsistent aussi quelques ruines d'éléments défensifs : tourelles, muraille et porte ; ainsi que la chapelle du château, restée intacte.

## Historique
Autour de l'an Mil, les cadres politiques et administratifs hérités de l'empire carolingien finissent de se désagréger. Des puissants locaux prennent alors à leur compte le pouvoir public et assoient leur domination sur leurs domaines, par la construction de château, signe tangible de leur nouveau pouvoir.
Le château de Rochecolombe apparaît dans ce mouvement dans le courant du XIIe siècle. Il est mentionné pour la première fois dans la documentation en 1170, concédée à la famille d'Ucel par les comtes de Toulouse.
Dans le courant de la première moitié du XIIIe siècle, la famille de Vogüé, originaire de la seigneurie voisine, acquiert le château et la seigneurie de Rochecolombe. Les Vogüé deviennent ainsi les seigneurs de Rochecolombe, et viennent y résider. Ils y demeurent jusqu'au début du XVIIe siècle, les troubles des guerres de religion les contraignent à quitter le château, alors incendié. Abandonné, le château de Rochecolombe tombe peu à peu en ruines. 
De nos jours, seuls quelques vestiges sont visibles au sommet de l'éperon rocheux. Leur étude permet de retracer les principales phases d'évolution du château selon les époques et sa fonction.
Le premier château édifié au XIIe siècle se caractérise par la présence d'un petit donjon carré, entouré d'une courtine, le tout étant installé sur un éperon rocheux barré par un fossé taillé dans le rocher. C'est une disposition des plus courantes dans les régions montagneuses du sud de la France qui répond à la construction des mottes castrales dans les régions de plaine. De cette époque on peut encore voir le fossé, la courtine, la base du donjon taillée dans le rocher et la trace de quelques bâtiments occupant les alentours du donjon, dont une citerne. Ce château, bien loin des châteaux forts, ne présentait aucun confort. Vraisemblablement, seul devait y résider un officier chargé de représenter le seigneur sur les lieux.
Dans un second temps, le petit donjon carré d'origine est remplacé par une construction plus grande de forme rectangulaire permettant l'établissement d'un logis seigneurial. Cet aménagement a sans doute lieu au XIIIe siècle, lorsque les Vogüé entrent en possession du château et viennent y résider.
Ce grand bâtiment vient d'appuyer sur les murs de la courtine sud et ouest, en position dominante sur le fossé. De cet ensemble il subsiste le grand mur surplombant le fossé et dont le sommet garde la trace de la voûte qui couvrait le bâtiment.
Dans un troisième temps, sans doute à la fin du Moyen Âge lors de la guerre de Cent Ans, l'entrée du château est fortifiée par l’adjonction d'une petite enceinte accrochée à la pente, et de deux tours circulaires. Mentionné pour la première fois à la fin du XIIe siècle, puis remanié dans son ensemble au moins à trois reprises, le château de Rochecolombe représente bien ce type de petites forteresses, dont plus de 150 sont recensées dans le département de l'Ardèche.